# 米薩帕塔山 (卡巴納-盧卡納斯)
14°28′48″S 74°09′43″W / 14.48000°S 74.16194°W
米薩帕塔山（Misapata），是秘魯的山峰，位於該國中南部阿亞庫喬大區，由卡巴納區和盧卡納斯區負責管轄，屬於安地斯山脈的一部分，海拔高度4,400米。